# Richi Ōwaki
Richi Ōwaki (jap. 大脇 理智, Ōwaki Richi; * 1977 in der Präfektur Aichi) ist ein japanischer Video-, Medien- und Installationskünstler.
Owaki studierte Film und Medien an der Tōhoku-Universität. Nach dem Abschluss des Studiums nahm er an der memorandum-Tour der Künstlergruppe Dumb Type teil, der er bereits während des Studiums als Videoingenieur angehört hatte. 2004 wirkte er als Videoingenieur an der Ausstellung und Performance Voyage/Voyages von Dumb Type beim Yamaguchi Center for Arts and Media (YCAM) mit. Im April des Jahres wurde er „Mediaturge“ beim YCAM und war als solcher verantwortlich für die technische und technologische Umsetzung aller dort stattfindenden Ausstellungen und Performances. Daneben gehört er zum Management des Studio Imaichi.
Owaki präsentierte zudem eigene Performances und Installationen und gründete 2005 die Tanzgruppe Chikuha. Mit der Video- und Soundinstallation Skinslides gewann er 2015 den Jaguar Asia Tech Art Prize von Jaguar Taiwan und der Taiwan Art Gallery.